# Brodziec pławny
Brodziec pławny (Tringa stagnatilis) – gatunek średniej wielkości ptaka wędrownego z rodziny bekasowatych (Scolopacidae).

## Systematyka
Gatunek ten po raz pierwszy zgodnie z zasadami nazewnictwa binominalnego opisał w 1803 roku Johann Matthäus Bechstein. Autor nadał mu nazwę Totanus stagnatilis, a jako miejsce typowe wskazał Niemcy. Do opisu dołączona była tablica barwna. Obecnie brodziec pławny umieszczany jest w rodzaju Tringa. Jest to gatunek monotypowy; opisano trzy podgatunki, ale nie są one uznawane.

## Występowanie
Zamieszkuje środkową Eurazję od wschodniej Ukrainy po południowo-wschodnią Syberię i północno-wschodnie Chiny; niewielkie izolowane populacje w krajach bałtyckich, Polsce, Finlandii i Szwecji. Zimuje w basenie Morza Śródziemnego i subsaharyjskiej Afryce, poprzez Bliski Wschód, Azję Południową i Południowo-Wschodnią po Australię.
W Polsce pojawia się regularnie. Skrajnie nielicznie lęgowy, głównie na Podlasiu. Pierwszy lęg na terenie kraju stwierdzono w 1988 roku.

## Morfologia
WyglądBrak wyraźnego dymorfizmu płciowego. W upierzeniu godowym wierzch ciała brązowoszary z ciemnymi plamami. Spód ciała, kuper i ogon białe. Na ogonie poprzeczne, ciemne prążkowanie. Na szyi i piersi ciemne plamki. Dziób czarny, a nogi oliwkowe. W szacie spoczynkowej spód ciała biały, a wierzch szary. Osobniki młodociane podobne do dorosłych w szacie spoczynkowej, ale mają brązowy wierzch ciała.
Wymiary średniedługość ciała 22–26 cm
rozpiętość skrzydeł 55–59 cm
masa ciała 43–120 g

## Ekologia i zachowanie

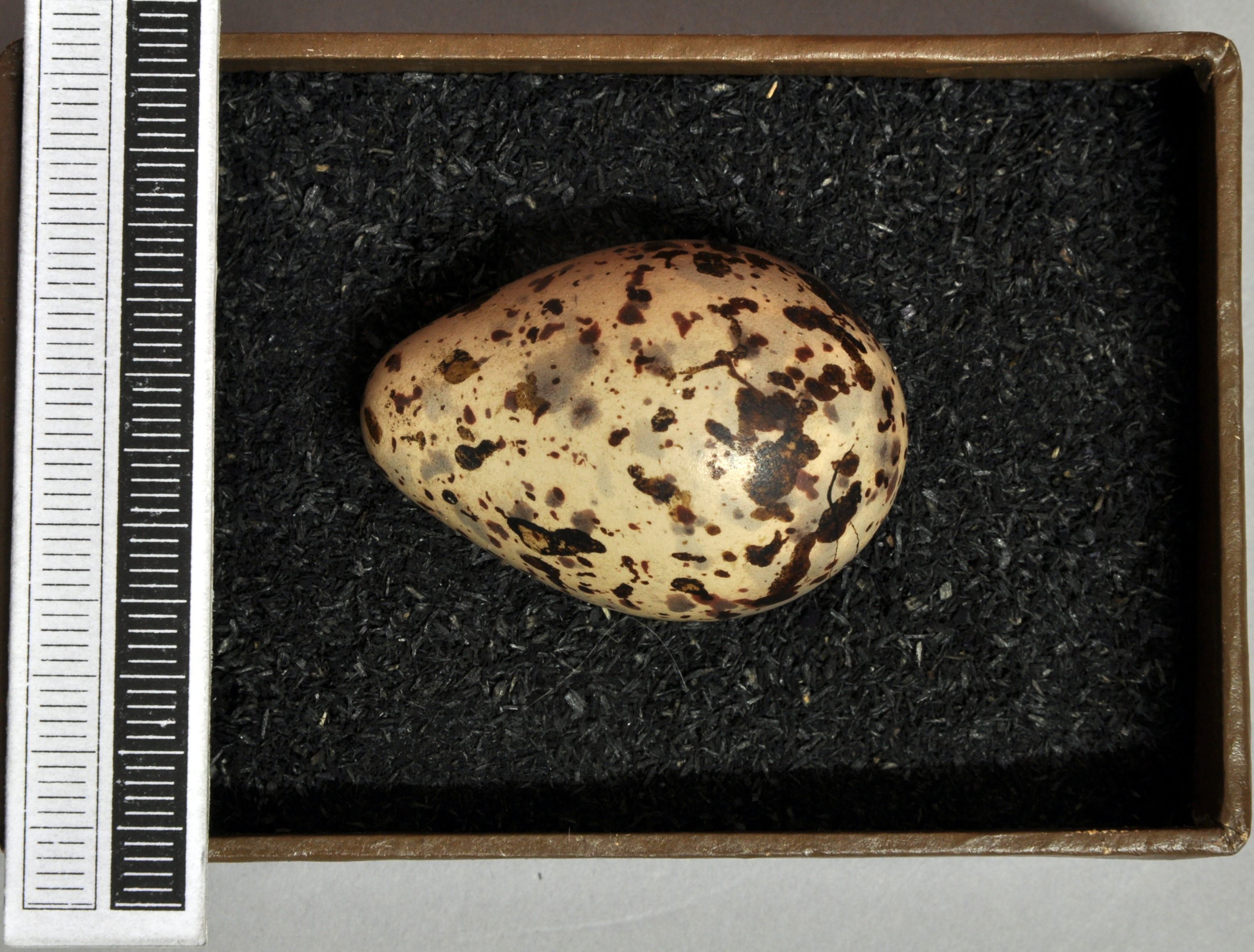
Jajo z kolekcji muzealnej

BiotopBagna, starorzecza oraz brzegi jezior i rzek, głównie w strefie stepu.
GniazdoNa ziemi, w suchym miejscu w pobliżu wody.
JajaW ciągu roku wyprowadza jeden lęg, składając w kwietniu–sierpniu 4 jaja (rzadziej 3 lub 5).
WysiadywanieJaja wysiadywane są przez okres 23–24 dni przez obydwoje rodziców. Pisklęta pierzą się po 25–31 dniach. Do tego czasu pozostają pod opieką rodziców, którzy czasem rozdzielają się, dzieląc się również pisklętami.
PożywienieWodne bezkręgowce, które zdobywa brodząc w płytkiej wodzie.

## Status i ochrona
Międzynarodowa Unia Ochrony Przyrody (IUCN) uznaje brodźca pławnego za gatunek najmniejszej troski (LC – Least Concern) nieprzerwanie od 1988 roku. Liczebność światowej populacji, według szacunków organizacji Wetlands International z 2015 roku, mieści się w przedziale 260 000 – 1 200 000 osobników. Trend liczebności populacji uznawany jest za spadkowy.
W Polsce objęty ścisłą ochroną gatunkową. W latach 2013–2018 liczbę par lęgowych na terenie kraju szacowano na 0–2.